# Literaturpreis Mecklenburg-Vorpommern
Der Literaturpreis Mecklenburg-Vorpommern wird seit 2016 vom Künstlerhaus Lukas in Ahrenshoop, dem Literaturhaus Rostock, dem Literaturzentrum Vorpommern im Koeppenhaus in Greifswald und dem Literaturrat M-V e. V. vergeben, „um das herausragende literarische Schaffen von Autor*innen in und aus Mecklenburg-Vorpommern zu würdigen und zu unterstützen“.

## Verleihung
Seit 2018 findet die Preisausschreibung in einem zweijährigen Rhythmus statt. Preisträger werden von einer dreiköpfigen Fachjury im Rahmen der Lesung der Finalisten gekürt. Neben dem Jurypreis werden bis zu drei Publikumspreise vergeben.
Der Literaturpreis Mecklenburg-Vorpommern umfasst einen kostenfreien einmonatigen Arbeitsaufenthalt im Künstlerhaus Lukas mit einem Stipendiengeld in Höhe von 3000 Euro und eine Lesereise durch literarische Institutionen Mecklenburg-Vorpommerns. Die Publikumspreise sind mit 1000, 500 und 300 Euro dotiert. Die Texte der Preisträger erscheinen in einer Anthologie.

## Preisträger

### Hauptpreis
- 2016: Kai Grehn[1]
- 2017: Berit Glanz[2]
- 2018: Slata Roschal[3]
- 2020: Tobias Reußwig
- 2022: Anne Martin[4]

### Publikumspreise
- 2016: 1. Katrin Sobotha-Heidelk, 2. Marion Skepenat, 3. Johanna Sailer
- 2017: 1. Berit Glanz, 2. Steffen Dürre, 3. Sven Hirsekorn
- 2018: 1. Slata Roschal, 2. Margarete Groschupf, 3. Carola Weider und Katja Thomas
- 2020: 1. Peter Thiers, 2. Theresa Steigleder, 3. Tobias Reußwig
- 2022: 1. Anne Martin, 2. Steffen Dürre, 3. Anke vom Sund

## Jury
- 2016: Anne Blaudzun, Wiebke Porombka, Moritz Baßler
- 2017: Moritz Baßler, Anke Jahns, Bert Papenfuß-Gorek
- 2018: Thomas Kunst, Steffen Popp, Wiebke Porombka
- 2020: Diana Stübs, Anke Jahns, Thomas Kunst
- 2022: Siv Stippekohl, Gregor Sander, Stefan Härtel